# Ben Edwards
George Benjamin Edwards, conhecido como Ben Edwards (Union Springs, Alabama, 5 de Julho de 1916 – Nova Iorque, 12 de Fevereiro de 1999) foi um produtor teatral e cenógrafo de teatro e cinema norte-americano.

## Biografia
Atuou como cenógrafo em Hamlet, filmagem da peça de mesmo nome apresentada na Broadway em 1964 e estrelada por Richard Burton; Sweet Liberty (1986), filme dirigido por Alan Alda; The Sunshine Boys (1995), telepeça escrita por Neil Simon e baseada em peça teatral de sua autoria e de mesmo nome, apresentada na Broadway em 1972, entre outras.
Em 1998, foi galardoado com um prêmio Tony honorário pelo conjunto de sua obra. Antes disso, foi nomeado diversas vezes, sem vencer nenhuma delas: em 1956, por The Ponder Heart, Someone Waiting e The Honeys; em 1957, por The Walts of the Toreadors; em 1958, por The Dark at the Top of the Stairs; em 1959, por Jane Eyre; em 1964, por The Ballad of the Sad Cafe; em 1974, por A Moon for the Misbegotten; em 1976, por A Matter of Gravity; em 1982, por Medeia; em 1986, por The Iceman Cometh.
Faleceu aos 82 anos de idade, em consequência de uma pneumonia associada a linfoma.